# Eudorylas minor
Eudorylas minor är en tvåvingeart som först beskrevs av Cresson 1911.  Eudorylas minor ingår i släktet Eudorylas och familjen ögonflugor. Inga underarter finns listade i Catalogue of Life.